# Automeris conjuncta
Automeris conjuncta é uma espécie de mariposa do gênero Automeris, da família Saturniidae.